# Huis op de Linde

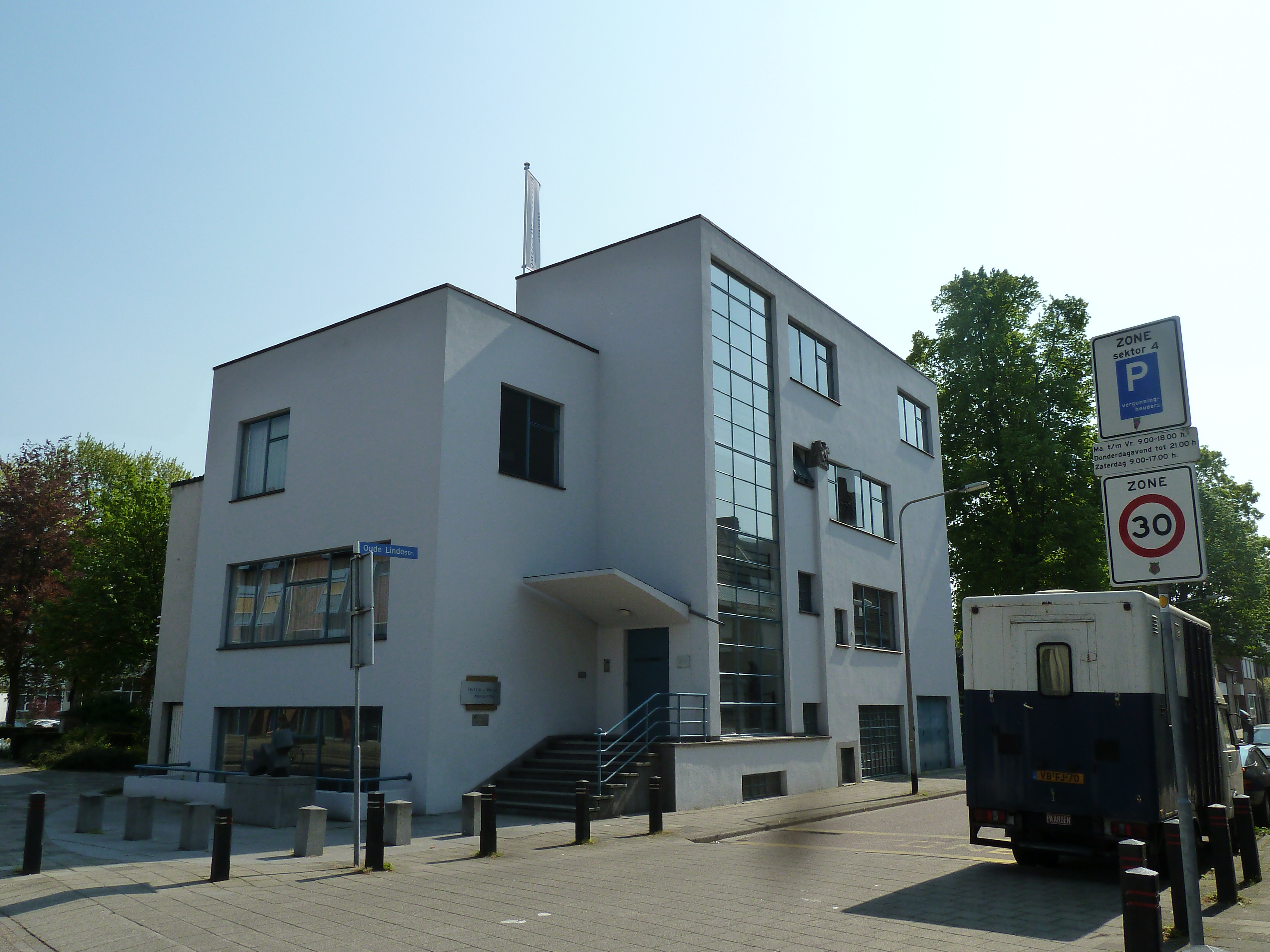
Gezien vanuit noordelijke richting.

Huis op de Linde is een voormalige atelierwoning net buiten het centrum van de Nederlandse gemeente Heerlen. Het huis is in 1931 gebouwd naar een ontwerp van Frits Peutz en geniet sinds 1999 bescherming als rijksmonument. Het is een van de eerste werken van Peutz binnen de gemeentegrenzen.